# Södertunneln, Helsingborg
För andra betydelser, se Södertunneln (olika betydelser).
Södertunneln är en planerad järnvägstunnel i Helsingborg som är tänkt att löpa från Helsingborgs centralstation till Helsingborgs godsbangård i söder. Projektet drevs och finansierades till största delen av Helsingborgs stad och hade en planerad byggstart av 2012. Den 11 januari 2012 beslutade dock Helsingborgs stads kommunfullmäktige att senarelägga byggstarten utan att ange ett nytt startdatum, att teckna ett avvecklingsavtal med Trafikverket och att arbeta för ökad medfinansiering från andra aktörer och därmed en ny finansieringsmodell för projektet.
Anledningen till byggandet av Södertunneln är att man vill möjliggöra utvecklingen av området H+ i de södra delarna av centrala Helsingborg. Syftet är att länka samman, förtäta och utveckla centrala Helsingborg och erbjuda ett stort utbud med funktioner och mötesplatser.

## Bakgrund
Helsingborg har ett strategiskt läge med närhet till fyra stora europavägar, en livligt trafikerad hamn och Västkustbanan, som är en av Sveriges mest betydelsefulla järnvägar. Allt talar för att järnvägen kommer att spela en viktigare roll för Sveriges utveckling i framtiden. En roll som kommer att bli extra tydlig i en integrerad Öresundsregion, där behovet av snabba och bekväma pendlingar är stort och kommer att bli ännu större framöver.
En studie som gjorts av Skånetrafiken pekar till exempel på att antalet resenärer fram till 2035 förväntas öka markant jämfört med i dag. När hela Västkustbanan, där Södertunneln är en viktig del, får dubbelspår norr om Helsingborg C/ Knutpunkten, kan kapaciteten ökas radikalt. Från dagens fyra tåg i timmen kommer man att kunna köra fyra gånger så många tåg. 

## Projektering
Bygget omfattar 2 km järnvägssträcka, där tunneln beräknas bli 1,3 km lång. Tunneln kommer att bestå av dubbla järnvägsspår och är tänkt att sträcka sig från Knutpunkten och söderut. Den planeras i stort sett följa det nuvarande järnvägsspårets sträckning längs Malmövägen öster om Campus Helsingborg i gamla Tretornfabriken. Tunneln kommer att börja gå upp i marknivå ungefär vid gamla Jutefabriken strax norr om godsbangården vid Ramlösa station. Södertunneln kommer att byggas med så kallad "cut and cover"-teknik, vilket innebär att man gräver ett schakt vari man gjuter tunneln och sedan täcker över. I projektet ingår även förberedelser för att senare kunna bygga en tunnel till Helsingör i Danmark, den så kallade HH-tunneln. 2012 kom beslutet att senarelägga byggstart av Södertunneln utan att angå ett nytt startdatum. Vidare beslutade Helsingborg stad att söka en ny finansieringsmodell för projektet.